# Matthew Locke (Politiker)
Matthew Locke (* 1730 in Irland; † 7. September 1801 in Salisbury, North Carolina) war ein US-amerikanischer Politiker. Zwischen 1793 und 1799 vertrat er den Bundesstaat North Carolina im US-Repräsentantenhaus.

## Werdegang
Matthew Locke war ein Onkel von US-Senator Francis Locke (1776–1823) und ein Vorfahr der Kongressabgeordneten Effiegene Locke Wingo (1883–1962) aus Arkansas. Er wanderte noch während der britischen Kolonialzeit nach Amerika aus und ließ sich im heutigen Rowan County in North Carolina nieder. Dort war er im Fuhrgeschäft tätig. Im Jahr 1771 war er für die Finanzen der damals britischen Kolonie Province of North Carolina zuständig. Im August 1774 wurde Locke Mitglied im Sicherheitsausschuss im Rowan County. Später schloss er sich weiteren revolutionären Gremien an. 1775 wurde er Mitglied im Provinzialkongress in Hillsboro. Im gleichen Jahr war er Zahlmeister der revolutionären Truppen im Rowan County. 1776 wurde er Delegierter zum Kolonialkongress in Halifax.
Ebenfalls im Jahr 1776 gehörte Matthew Locke der verfassungsgebenden Versammlung von North Carolina an. Zwischen 1777 und 1781 saß er als Abgeordneter im Repräsentantenhaus von North Carolina. Gleichzeitig war er während des Unabhängigkeitskrieges Brigadegeneral der Truppen North Carolinas. In den Jahren 1781 und 1782 gehörte er dem Senat von North Carolina an. Zwischen 1783 und 1792 war er erneut Abgeordneter im Staatsparlament; 1789 wirkte er in einer Kommission zur Überarbeitung der Staatsverfassung mit. Im selben Jahr stimmte er gegen die Ratifizierung der Verfassung der Vereinigten Staaten.
Bei den Kongresswahlen des Jahres 1792 wurde Locke im zweiten Wahlbezirk von North Carolina in das damals noch in Philadelphia tagende US-Repräsentantenhaus gewählt, wo er am 4. März 1793 die Nachfolge von John Steele antrat. Nach zwei Wiederwahlen konnte er bis zum 3. März 1799 drei Legislaturperioden im Kongress absolvieren. Dabei war er ein Gegner der Bundesregierung unter den Präsidenten George Washington und John Adams. Ende der 1790er Jahre wurde er Mitglied der vom späteren Präsidenten Thomas Jefferson gegründeten Demokratisch-Republikanischen Partei.
Im Jahr 1798 wurde Matthew Locke nicht bestätigt. Nach seinem Ausscheiden aus dem US-Repräsentantenhaus betätigte er sich als Pflanzer auf seinen inzwischen umfangreichen Ländereien. Er starb am 7. September 1801 in Salisbury.